# Rudolf König
Rudolf König (Viena, 18 de agosto de 1865—30 de enero de 1927) fue un comerciante austríaco, astrónomo aficionado y selenógrafo.

## Biografía
König nació en Viena en 1865 y recibió su educación técnica en Leipzig. Después de graduarse, entró en el negocio de su padre.
Como tenía interés por la astronomía, en 1906 se construyó un observatorio privado en Viena, en la parte superior de su casa en el número 12 de Kuppelwiesergasse.
Desde este observatorio, con un doble astrógrafo Zeiss, realizó muchas observaciones de la Luna.
En 1912 publicó un volumen de ilustraciones de la Luna (de la obra denominada Mond Atlas) realizados por su difunto amigo Johann Nepomuk Krieger (1865-1902).

## Legado
En 1928, tras la muerte de Rudolf König, su telescopio fue comprado por el Observatorio de Štefánik en Praga, instalándose bajo la cúpula principal, donde todavía está en uso.

## Eponimia
- El cráter lunar König lleva este nombre en su memoria.
- El asteroide (3815) König también conmemora su nombre.

## Fuente
- Esta obra contiene una traducción total derivada de «Rudolf König» de Wikipedia en inglés, concretamente de esta versión, publicada por sus editores bajo la Licencia de documentación libre de GNU y la Licencia Creative Commons Atribución-CompartirIgual 4.0 Internacional.

- Datos: Q79118
- Multimedia: Rudolf König / Q79118